# Häftigt drag i plugget
Häftigt drag i plugget (originaltitel: Fast Times at Ridgemont High) är en amerikansk highschoolkomedifilm från 1982 i regi av Amy Heckerling. Manuset är skrivet av Cameron Crowe (hans debutfilm). Huvudrollerna spelas av Sean Penn och Jennifer Jason Leigh. Övriga roller spelas av bland andra Forest Whitaker, Eric Stoltz och Nicolas Cage. Filmen följdes upp av en TV-serie. 
Filmen hade svensk premiär den 8 juni 1983. 

## Handling
Den sönderdrogade surfaren Jeff Spicoli (Sean Penn) står i centrum.

## Medverkande (urval)
| Sean Penn            | – Jeff Spicoli                                |
| Jennifer Jason Leigh | – Stacy Hamilton                              |
| Judge Reinhold       | – Brad Hamilton                               |
| Robert Romanus       | – Mike Damone                                 |
| Brian Backer         | – Mark "Rat" Ratner                           |
| Phoebe Cates         | – Linda Barrett                               |
| Ray Walston          | – Mr. Hand                                    |
| Vincent Schiavelli   | – Mr. Vargas                                  |
| Lana Clarkson        | – Mrs. Vargas                                 |
| Forest Whitaker      | – Charles Jefferson                           |
| Eric Stoltz          | – Stoner Bud                                  |
| Anthony Edwards      | – Stoner Bud                                  |
| James Russo          | – Rånare av närbutik                          |
| Nicolas Cage         | – Brad's Bud (krediterad som Nicolas Coppola) |
| Nancy Wilson         | – Snygg tjej i bil                            |
| Kelli Maroney        | – Cindy                                       |